# 水火棍
水火棍，中國古代衙門差役所用之棍型兵器，一邊塗黑色，一邊塗紅色。黑色為五行中水之代表色，古代常以水比喻法律公正公平；紅色則為五行中火之代表色，比喻刑罰如火嚴猛，所謂「民心似鐵，官法如爐」。
明代以前衙役手中的打人刑具則為批頭棍，亦稱為「批頭」、「批頭竹片」、「竹篦」，並非水火棍。